# Món ăn quốc gia

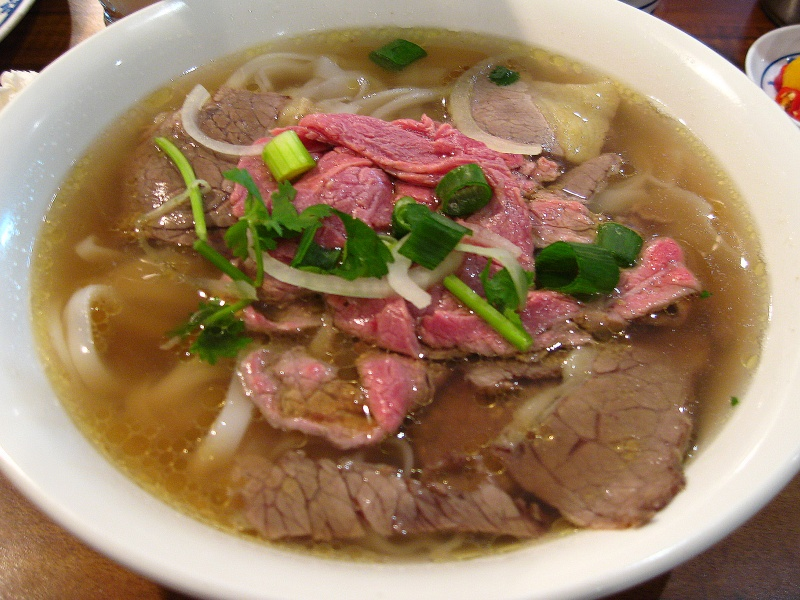
Món phở của Việt Nam

Món ăn quốc gia (National dish) hay món ăn quốc dân là một món ăn tiêu biểu, phổ biến cho một nền ẩm thực gắn liền với một quốc gia cụ thể Một món ăn có thể được xem là món ăn quốc gia vì nhiều lý do khác nhau như:
- Món ăn này là một loại thực phẩm thiết yếu, được chế biến từ các loại thực phẩm sẵn có ở địa phương có thể được chế biến theo cách đặc biệt, chẳng hạn như món trái cây fruit de mer được chế biến và phục vụ dọc theo bờ biển phía tây của Pháp[1], hoặc ví dụ như là món xôi ở Lào.
- Bản thân món ăn này hàm chứa một điểm đặc biệt được sản xuất tại địa phương[1] mang cái hương vị độc đáo của địa phương đó, nói nôm na là quốc hồn quốc túy.
- Món ăn này được bày biện, dọn ra để phục vụ như một phần trong lễ hội ẩm thực truyền thống tạo thành một phần của di sản văn hóa ví dụ như thịt nướng hay được bày biện tại trại hè hoặc nước xốt tại các bữa tiệc tối hoặc là một phần của nghi thức tôn giáo, chẳng hạn như món ăn làm lễ vật để cúng.
- Món ăn này đã được chính quốc gia đó quảng bá là món ăn quốc gia, chẳng hạn như việc quảng cáo nước xốt là món ăn quốc gia của Thụy Sĩ do Liên minh pho mát Thụy Sĩ (Schweizerische Käseunion) phát động vào những năm 1930.

Các món ăn dân tộc là một phần của bản sắc dân tộc và hình ảnh liên tưởng đến quốc gia đó. Trong thời kỳ xây dựng đế chế châu Âu, các quốc gia sẽ phát triển một nền ẩm thực dân tộc để phân biệt mình khác biệt với các đối thủ. Theo Zilkia Janer, một giảng viên về Văn hóa Mỹ Latinh tại Đại học Hofstra thì có có thể chọn ra một món ăn quốc gia nào, thậm chí ngay cả việc bình chọn không chính thức, đối với các quốc gia như Mexico, Trung Quốc hoặc Ấn Độ vì dân số đông và nền văn hóa ẩm thực vùng miền hết sức đa dạng. Ẩm thực của những quốc gia vốn dĩ đa dạng về văn hóa như vậy đơn giản là không thể được thể hiện bằng bất kỳ một món ăn dân tộc nào mà có thể hàm chứa, bao quát hết được.

## Vòng quanh thế giới
- Afghanistan: Kabuli palaw[3]
- Albania: Tavë kosi,[4] Flia
- Algeria: Couscous[5]
- Andorra: Escudella i carn d'olla[6]
- Angola: Moamba de galinha[7]
- Argentina: Asado,[5][8] empanada,[9] matambre,[10][11][12] locro[13]
- Armenia: Harisa[14]
- Úc: Cừu non quay,[15] và bánh nhân thịt[16][17][18] Pavlova,[19] Vegemite[20]
- Austria: Wiener schnitzel[21]
- Azerbaijan: Dolma[14]
- Bahamas: Vỏ ốc với đậu và gạo[22]
- Bahrain: Kabsa[23][24]
- Bangladesh: Cơm với cá[25]
- Barbados: Cou-cou[21]
- Belarus: Draniki[26]
- Bỉ: Khoai tây chiên[5][27][28] hoặc miếng thịt nướng[29]), carbonade flamande,[30] Waterzooi,[30] chocolate mousse[31]
- Bhutan: Ema datshi[32]
- Bolivia: Salteñas[33]
- Bosnia và Herzegovina: lẫu Bosnia,[34] Ćevapi[35][36]
- Botswana: Seswaa[37]
- Brazil: Feijoada[5][38]
- Brunei: Ambuyat[39][40]
- Campuchia: Cá amok (amŏk trei),[41][42] Samlar kakou[43][44]
- Cameroon: Ndole[45]
- Canada: Poutine,[46][47][48] Bữa tối Kraft,[49][50][51] Nanaimo bar,[52] tarte au beurre[53][54]
- Chile: Empanada,[55] Pastel de choclo[56]
- Trung Quốc: Vịt quay Bắc Kinh,[57], Điểm sấm,[58] và nhiều món khác
- Colombia: Ajiaco,[59] arepa[60] Bandeja paisa[61]
- Comoros: Langouste a la vanille[62]
- Cộng hòa Dân chủ Congo: Gà Moambe[63]
- Cộng hòa Congo: Gà Moambe[63]
- Costa Rica: Gallo Pinto[5]
- Croatia: Zagorski Štrukli[5][64]
- Cuba: Ropa vieja[65][66]
- Síp: Souvla,[67] Kleftiko,[68] Trachanás[69]
- Cộng hòa Czech: Vepřo-knedlo-zelo[70][71]
- Đan Mạch: Stegt Flæsk,[5][72][73] Smørrebrød[73][74][75]
- Dominica: Gà núi, Callaloo[76]
- Cộng hòa Dominicana: La bandera[77]
- Ecuador: Encebollado,[78] Guatitas[79]
- Egypt: Ful medames,[80] kushari,[5] molokhiya,[81] taʿamiya[82]
- El Salvador: Pupusa[83][84]
- Eritrea: Zigini với injera[85]
- Ethiopia: Doro wat với injera[86]
- Phần Lan: Karjalanpaisti,[87] bánh mì đen[88]
- Pháp: Pot-au-feu,[89][90] Bò bourguignon,[91][92] Blanquette de veau,[91] Steak frites,[91] bánh mì Baguette trứ danh,[93] bánh Crêpe,[94] Crème caramel,[95] Poulet au pot[96]
- Gabon: Poulet Nyembwe[97]
- Gambia: Domoda (đậu hầm)[98]
- Georgia: Khachapuri[99][100][101]
- Đức: Sauerbraten,[102] Döner kebab,[103] Currywurst,[104] Eisbein với sauerkraut[105][106][107]
- Hy Lạp: Horiatiki,[108] Moussaka,[109] Fasolada[109][110] Souvlaki,[109] Gyro,[109] Magiritsa,[109] Kokoretsi[109]
- Grenada: Oil down[111]
- Guyana: Pepperpot và Cà ri gà[112]
- Haiti: Griot[113]
- Hungary: Gulyás[21][90]
- Iceland: Thịt cừu,[114][115][116] Hákarl[5][116][117]
- Ấn Độ: Có rất nhiều món khác nhau xuất phát từ đa dạng văn hóa[118][119] nhưng nói chung món cà ri được biết đến nhiều.
- Indonesia: Nasi goreng,[120][121] Tumpeng,[122] Satay,[120][121] Soto,[120][123] Rendang,[120] Gado gado[120]
- Iran: Abgoosht,[5] Chelo kabab, Ghormeh sabzi[124]
- Iraq: Masgouf[125]
- Ireland: Breakfast roll,[126] Món hầm Ái Nhĩ Lan[127]
- Israel: Falafel (dùng với pita),[128][129][130][131][132] Israeli salad,[133][134] Shakshouka, Meorav Yerushalmi[135]
- Italy: Pasta,[33][136] Pizza[137][138]
- Bờ Biển Ngà: Atcheke[139]
- Jamaica: Gà Jerk[140]
- Nhật Bản: Sushi,[141] và Sashimi, Cà ri Nhật,[142] Ramen,[143] Tempura,[144] Wagashi[145]
- Jordan: Mansaf[146][147]
- Kazakhstan: Beshbarmak[148]
- Kenya: Ugali ăn với sukuma wiki,[149] Githeri,[149] chapati,[149][150] nyama choma[151]
- Triều Tiên: Raengmyeon (mì lạnh),[152] kim chi[153]
- Hàn Quốc: Kimchi,[154] Bulgogi,[155] Bibimbap,[156] Jajangmyeon,[157][158] Bingsu[159]
- Kosovo: Flia[160]
- Kyrgyzstan: Beshbarmak[161]
- Lào: Laap,[162] Xôi,[163] Tam Mak Hoong[164]
- Latvia: Bánh mì,[165] sklandrausis,[166] Phô mai Jāņi[167]
- Lebanon: Kibbeh,[140] Tabbouleh[168]
- Lithuania: Cepelinai,[169][170] Šaltibarščiai[171]
- Luxembourg: Judd mat Gaardebounen[172]
- Madagascar: Romazava[173]
- Malawi: Chambo với nshima[80]
- Malaysia: Nasi lemak,[174] Satay[175][176][177]
- Malta: Stuffat tal-fenek (thỏ hầm)[178]
- Mauritius: Dholl puri[179][180]
- Mexico: Taco,[5] Mole poblano,[181] Chiles en nogada[182]
- Monaco: Barbagiuan[183]
- Morocco: Couscous,[5] Tagine
- Myanmar: Mohinga,[184] Lahpet thoke[185][186][187]
- Nepal: Dal bhat,[188] Momo cha[188][189]
- Netherlands: Stamppot,[190] cá trích muối với hành và dưa chuột[191]
- New Zealand: Bánh thịt,[192] bacon and egg pie,[193] Thịt cừu,[194] Pavlova[19]
- Nicaragua: Nacatamal[195]
- Niger: dambou
- Nigeria: Tuwo shinkafa,[5] Jollof,[80][196] Pounded Yam và Egusi[80][197][198]
- Công hòa Bắc Macedonia: Tavče Gravče[199]
- Na Uy: Fårikål[200][201]
- Oman: Shuwa[202]
- Pakistan: Biryani, Nihari,[203] Gulab jamun[204]
- Palestine: Maqluba,[205] Musakhan,[206] falafel[207][208]
- Panama: Sancocho[5]
- Peru: Ceviche[209]
- Philippines: Adobo,[210][211][212][213] Sinigang,[210][212] Sisig,[210][214] Pancit,[210][215] Halo-halo[211]
- Ba Lan: Bigos,[5] Pierogi,[216] Kotlet schabowy[217]
- Bồ Đào Nha: Bacalhau,[218] Caldo verde,[219] cozido à portuguesa,[5][220][221] Pastel de Belem, Sardinha Assada (cá mòi nướng)[222]
- Qatar: Machboos[223]
- Romania: Mămăligă,[224] Sarma (food)Sarmale,[225] Mici[226]
- Nga: Borscht,[227] Shchi,[228] Kasha,[228] Pelmeni,[5] Pirozhki[229][230]
- Ả rập Xê út (Saudi Arabia): Kabsa,[5] Saleeg[231]
- Senegal: Thieboudienne[5]
- Serbia: Ćevapčići,[232][233][234] Pljeskavica,[235] Gibanica (pastry)[236]
- Singapore: Cua sốt ớt,[237] cơm gà Hải Nam,[238] mì Phúc Kiến[239]
- Slovakia: Bryndzové halušky[240]
- Slovenia: Buckwheat[241][242][243]Idrijski žlikrofi[244]
- Nam Phi: Bobotie[245]
- Tây Ban Nha: Tortilla de patatas[246]
  - Catalonia: Pa amb tomaquet[247]
  - Galicia: Polbo á feira[248]
  - Valencia: Paella[249][250]
- Sri Lanka: Cơm cà ri,[251] kottu roti[33]
- Suriname: Pom[252]
- Thụy Điển: Köttbullar,[5][253] Kräftskiva,[253][254] Surströmming,[255][256] Ostkaka[257]
- Thụy Sĩ: Cervelat,[5][258] Fondue, Rösti,[259] Zürcher Geschnetzeltes[259]
- Syria: Kibbeh[21]
- Đài Loan: Mì bò[260] Cơm thịt xay[261]
- Tajikistan: Osh Palov,[262] Qurutob[262][263]
- Tanzania: Ugali
- Thái Lan: Pad Thai, Tom yum,[264] Som tam[265]
- Trinidad và Tobago: Callaloo,[112] Doubles,[266] Pelau[267]
  - Tobago: Cua cà ri và bánh bao[268]
- Tunisia: Kosksi,[5] Brik/Bric[269]
- Thổ Nhĩ Kỳ: Kuru fasulye với pilaf/pilau,[270][271] Kebap,[272] Baklava,[273][274] Simit[275]
- Uganda: Matooke[198]
- Ukraine: Borscht,[276][277] Varenyky[278][279]
- UAE: Harees[16]
- Vương quốc Anh: Fish and chips,[280] Gà Tikka Masala,[281] Bữa sáng kiểu Anh[282]
  - Anh: Sunday roast[283] (especially roast beef),[284] pudding[285]
  - Bắc Ireland: Ulster fry[286]
  - Scotland: Haggis[287]
  - Xứ Wales: Cawl[288]
- Hoa Kỳ: Không có món ăn nào được coi là chính thức, nhưng có các món như bánh táo,[289][290] Hamburger,[291][292] Hot dog,[289][292] thịt gà tây,[292][293] khoai tây[294]
  - American Samoa: Palusami[295]
  - Guam: Kelaguen,[296] Spam[297]
  - Đảo Bắc Mariana: Kelaguen[298]
  - Puerto Rico: Lechon,[299] Mofongo[300]
  - Quần đạo Virgin: Funji[301]
- Uruguay: Chivito[5]
- Uzbekistan: O'sh[302]
- Vanuatu: Laplap[303]
- Venezuela: Pabellón criollo,[304] arepa,[305] Cachapa.[306]
- Việt Nam: Có rất nhiều món ăn quốc hồn quốc túy ở Việt Nam, kể cả thịt chó vốn gây nhiều tranh cãi. Tuy nhiên, phở là món ăn được biến đến nhiều nhất[307]
- Yemen: Saltah[308]
- Zambia: Nshima[309]
- Zimbabwe: Sadza[310]